# Čajići
Čajići falu Bosznia-Hercegovinában, a Bosznia-hercegovinai Föderáció Una-Szanai kantonjában.

## Fekvése
Bosznia-Hercegovina északnyugati részén, Bihácstól légvonalban 23, közúton 36 km-re északra, Cazintól légvonalban 9, közúton 12 km-re északnyugatra, a Gračanica és Krivaja-patakok völgyei között fekvő erdős, dombos területen fekszik. Házai kisebb csoportokban szétszórtan helyezkednek el a falu területén.

## Népessége
| Nemzetiségi csoport | Népesség 1991 | Népesség 2013 |
| ------------------- | ------------- | ------------- |
| Szerb               | 0             | 0             |
| Bosnyák             | 1371          | 1372          |
| Horvát              | 1             | 4             |
| Jugoszláv           | 0             | 0             |
| Egyéb               | 3             | 38            |
| Összesen            | 1375          | 1414          |

## Története
A középkorban ez a terület gyakran határterületet jelentett, ezért konfliktusok színhelye volt, ezt bizonyítja az a sok vár és erőd, amelyet még a törökök bevonulása előtt építettek ezeken a területeken. Az egyik a Gračanica-torony, amely az azonos nevű patak völgyétől nyugatra, a patak jobb partjának közelében épült. A torony alatt egy barlang található, amelyet földalatti járatok kötnek össze, és amelynek vize közvetlenül a Gračanica patakba torkollik. A helyiek úgy tartják, hogy ezek földalatti alagutak voltak, melyek Peć középkori várához köthetőek, amelyet ma Pećigradnak neveznek.
Az Oszmán Birodalom általi meghódítása után az a terület több mint 100 évig lakatlan volt, és pufferzónaként szolgált az Oszmán Birodalom és az Osztrák-Magyar Monarchia között. A Gračanica-torony ekkor laktanyaként szolgált, ahol az Oszmán Birodalom határait biztosító fegyveres határőrök tartózkodtak. A Gračanica-torony felett található falut pedig Čauševićinek hívják. A török nyelvben a „Çavuş” (Čauš) jelentése „őrmester”, ami azt jelzi, hogy a Gračanica-toronyban parancsnoki beosztásban szolgáló tisztek lakóhelye volt, ahol az alsóbb tisztek tartózkodtak.
A čajići muszlim gyülekezethez tartozó falvak: Čajići, Ramići, Čauševići, Bašići, Đogići, Kovačevići, Nuhanovići, Hamulići, Merdanovići, Durići, Bajrići és Hadžići. A gyülekezetnek 370 háztartása van. Az első mecset 1811-ben épült, amelyet többször felújítottak. 1930-ban második mecsetet építettek a helyére, amely a múlt század nyolcvanas éveinek végéig működött. 1990-ben új mecsetet építettek és nyitottak meg, amely ma is működik. A legutóbbi háború során nagy károkat szenvedett. 1994-ben egy ellenséges lövedék megrongálta a tetőt, és mivel kupolás, rézzel fedett mecsetről van szó, több négyzetméternyi réz rongálódott meg, így nagy anyagi ráfordítással megkezdték a helyreállítást. 1995-ben még nagyobb károk keletkeztek a mecsetben és a minaretben, amelyeket több lövedék is eltalált. A mecset mellett imámházat építettek, melyen belül iskola működik. A házat 1995-ben felgyújtották és teljesen leégett. Újjáépítése 1996-ban fejeződött be. Az imámok, akik ebben a gyülekezetben szolgáltak: Islam Kajtezović, Muharem Harbaš, Muhamed Huskić (a mecset háremében van eltemetve), Besim Bedaković, Adem Uzunović és Hasan Pašić efendi, a jelenlegi imám. Hasan efendi 1985-ben jött ebbe a gyülekezetbe, házas és három gyermeke van. A gyülekezetben eltöltött elmúlt 25 év alatt sokat tett a gyülekezet megszervezéséért és működéséért. Ebben az időszakban épült az említett mecset is. Voltak időszakok, amikor a gyülekezetnek nem volt aktív imámja, majd vendég imámok végezték az istentiszteletet. A híres imámok közé tartozik Sulejman Kajtezović efendi, aki jelenleg a bihácsi muftiluk legidősebb imámja, a hadísz professzora, Mahmut Karalić, Hazim Ćoralić, Smail Sinanović, Junuz Alićajić, Faruk Džakulic és Jasmin Memic efendi.

## Nevezetességei
A négyszög alaprajzú toronyvár egy hosszúkás dombra épült, melynek elnyújtott téglalap alakú formáját kis fennsíkja alakította. A torony létrejöttéről nem rendelkezünk történeti adatokkal, ezek hiányában arra következtetünk, hogy a szomszédos Peć középkori várával együtt a 14. századból származik. A torony téglalap alaprajzú, külső méretei 11,6 x 9,5, a belső helyiség mérete pedig 9,5 x 7 méter. A toronyfalak vastagsága nem egyforma, 1-1,4 méter között változik. Ma három oldalán négyzet alakú kis kapuk láthatók, míg a délkeleti oldalon ez hiányzik. A kaputorony az északnyugati oldalon van. A torony ma rom, falainak egy része eléri a 10 méteres magasságot. Az alaprajzi méretek alapján feltételezzük, hogy a dombtetőhöz mért magassága 15 és 18 méter között volt. A közepes méretű önálló tornyok sorozatába tartozik, kívül-belül vízszintes sorokban rakott kövekkel, középen dús habarcsba rakott, tört kövekből épült. A Gračanica-torony, a Radetina-torony és a Bišovac-torony háromszögben helyezkednek el, és Mutnik várát hivatottak biztosítani, amely a háromszög közepén található. Abban az időben Mutnik várát, amely a 16. század végi török megszállásáig a környék legnagyobb erődítményének számított, a katolikus nemesség birtokolta.
A čajići mecset 1990-ben épült. A boszniai háború idején többször megrongálódott és hyelre kellett állítani, újjáépítése 1996-ban fejeződött be.

## Fordítás
- Ez a szócikk részben vagy egészben  a   Liskovac (Cazin) című bosnyák Wikipédia-szócikk ezen változatának fordításán alapul.  Az eredeti cikk szerkesztőit annak laptörténete sorolja fel. Ez a jelzés csupán a megfogalmazás eredetét és a szerzői jogokat jelzi, nem szolgál a cikkben szereplő információk forrásmegjelöléseként.